# Polythrena miegata
Polythrena miegata là một loài bướm đêm trong họ Geometridae.